# Cau del Roure
El Cau del Roure és una cova al municipi de Serinyà (Pla de l'Estany), declarat Bé cultural d'interès nacional en la categoria de Zona arqueològica.
Les seves coordenades UTM són X: 479180.15 Y: 4667960.69, està situat a una alçada de 210 msnm. Es tracta d'una petita cova natural d'uns 3 metres de fondària situada en una zona boscosa a la part alta del talús de travertí del paratge del Reclau.
El Cau del Roure es tracta d'una de les coves del conjunt de coves prehistòriques de Serinyà de menor importància o entitat.
El Dr. Coromines durant els seus treballs d'excavació l'any 1973 va poder reconèixer dos nivells estratigràfics. La cova té tres entrades. Durant les prospeccions que es van dur a terme l'any 2012 es descobreix un nou jaciment anomenat Zona Externa del Cau del Roure, aquest jaciment està situat a uns 10 m a l'est del jaciment principal a l'aire lliure. (Rev. Atzagaia, 4-2015) L'any 2004 es va fer una intervenció preventiva amb motiu del projecte “Estudi d'Impacte Ambiental. Millora General. Desdoblament carretera C-66. Tram: Besalú Banyoles. En els anys 2012/2013 es va dur a terme una sèrie d'excavacions amb el suport del Departament de Cultura de la Generalitat de Catalunya, del Consell Comarcal del Pla de l'Estany i el suport de La universitat de Girona, l'IPHES, l'Ajuntament de Serinyà i l'empresa Atzagaia.
L'any 2014 es va a dur a terme una excavació dintre d'un projecte d'investigació de la Universitat de Girona a càrrec del Dr. Julià Maroto
La cronologia de la cova és àmplia i abasta des del Paleolític fins a època medieval, passant pel Bronze i Roma. El nivell paleolític, el tercer, es va deixar d'excavar en trobar únicament restes òssies. Amb les noves excavacions s'han trobat i datat restes que donarien una antiguitat entre els 34.000 i els 20.000 anys abans d'ara. A la zona externa s'han dut a terme datacions radiomètriques del travertí que ens donarien una antiguitat al voltant del 165.000 anys, juntament amb la presència d'indústria lítica mosteriana amb una antiguitat relativa anterior als 40.000 anys ens permet datar el jaciment extern en un moment, encara per precisar, entre els 165.000 i els 40.000 anys abans d'ara, en una cronologia del Paleolític mitjà. Les restes lítiques trobades són escasses però permeten incloure-les dintre del període mosterià. En un segon nivell estratigràfic excavat amb una fondària de 1,60m s'ha trobat abundant material ceràmic, un nucli de sílex, diverses ascles de sílex i quars i restes humanes d'almenys cinc individus. En superfície s'han trobat restes barrejades d'època medieval i romana.
S'ha trobat un nucli de sílex, diverses ascles de sílex i quars i una mola de mà. A la zona externa s'han trobat ascles, denticulats, rascadors, realitzats amb matèries primeres locals com quars, quarsita, corniana... També s'ha trobat ceràmica feta a mà. Les restes faunístiques trobades pertanyen en general a grans mamífers com cavall salvatge i ur, els més representats, i d'altres com cérvol comú, cabirol, senglar. Sembla que la seva presencia no seria de caràcter antròpic sinó que serien aportacions de carnívors amb posterior reaprofitament per part Neandertal. Totes les troballes es troben al MACB / Plaça de la Font,11 (Banyoles),